# Membraniporopsis tubigerum
Membraniporopsis tubigerum är en mossdjursart som först beskrevs av Osburn 1940.  Membraniporopsis tubigerum ingår i släktet Membraniporopsis och familjen Membraniporidae. Inga underarter finns listade i Catalogue of Life.